# Angélique Kidjo
Angélique Kpasseloko Hinto Hounsinou Kandjo Manta Zogbin Kidjo (Ouidah, Benin, 1960. július 14. –) ötszörös Grammy-díjas benini énekesnő, dalszerző. A BBC szerint a Kidjo az ötven legjelentősebb afrikai személy egyike. 

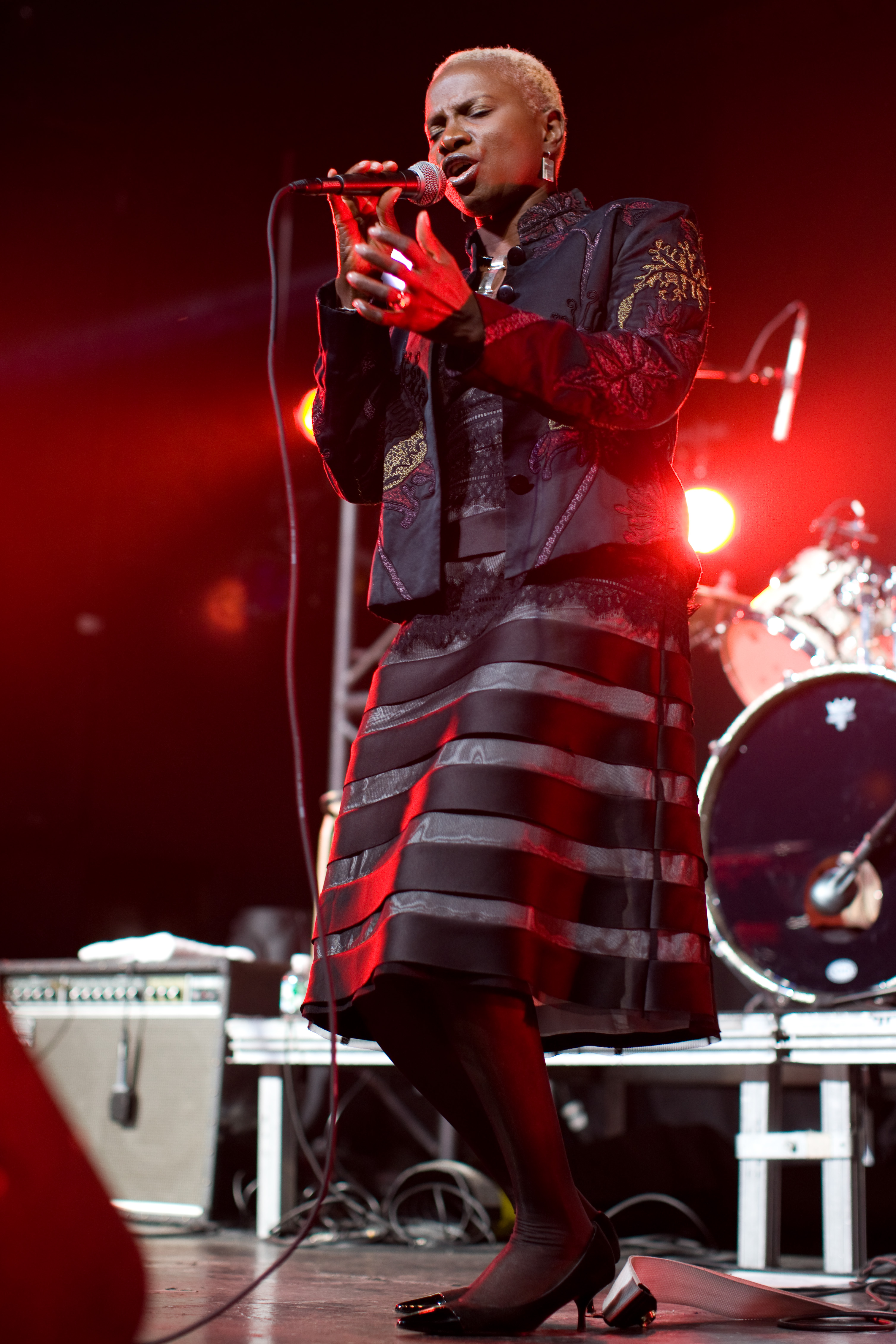
Angélique_Kidjo

## Élete
Apja muzsikus, édesanyja koreográfus és színházi rendező volt. Kidjo édesanyja révén  hatéves korában már színpadra lépett.
Gyermekként Jimi Hendrixért rajongott. Kora ifjúsága óta zenélt, rock- és blueszenekarokban énekelt, fellépett fesztiválokon és rádióműsorokban is.
1983-ban Párizsba költözött, ahol dzsesszzenét tanult. A Pili Pili holland együttessel két lemezt készített, és fellépett velük az 1987-es Montreux-i Jazz Fesztiválon.
Első szólólemeze 1981-ben jelent meg Pretty címmel. Logozo című albumán közreműködött Ray Lema és Manu Dibango is. Djin Djin című lemezén többek mellett Alicia Keys, Branford Marsalis, Peter Gabriel, és Carlos Santana is szerepel. Ezért az albumért kapta első Grammy-díját (Best Contemporary World Music Album, azaz Legjobb kortárs világzenei lemez kategóriában). Oyo című 2010-es albumát szintén jelölték Grammyre.
2014-es Eve című lemeze szintén Grammyt kapott a Legjobb világzenei album kategóriában, csakúgy, mint egy évvel később Sings című lemeze.
2002 óta az UNICEF jószolgálati nagykövete. Létrehozta a Botanga Alapítványt, ami az afrikai lányok közép- és felsőfokú tanulmányait támogatja.
Önéletrajzi kötete Spirit Rising, My Life, My Music (Ébredő szellem, életem, zeném) címmel 2014. január 7-én jelent meg a Harper Collins kiadónál. A könyv előszavát Desmond Tutu, bevezetőjét Alicia Keys írta.
2018-ban jelentette meg a Remain in Light című lemezt, amely a Talking Heads híres 1980-as albumának újra felvett változata.
Kidjo ma Amerikában él.
Gyönyörű énekhanggal rendelkezni egy dolog. Arra is gondolnod kell, mihez akarsz kezdeni vele.

## Diszkográfia

### Szólólemezek
- Pretty, 1981
- Ewa Ka Djo, 1985
- Parakou, 1990
- Logozo, 1991
- Ayé, 1994
- Fifa, 1996
- Oremi, 1998
- Black Ivory Soul, 2002
- Oyaya!, 2004
- Djin Djin, 2007
- Oyo, 2010
- Spirit Rising, 2012
- Eve, 2014
- Sings, 2015
- Remain in Light, 2018[11]
- Celia, 2019
- Mother Nature, 2021
- Quenn of Sheba, 2022

## Videók
- Lonlon (Ravel's Bolero)
- Angélique Kidjo fellépése a MÜPA-ban: 2024. május 1.

## Könyv
Memoir: Spirit Rising, My Life, My Music